# Valjoux
Valjoux (dalla contrazione di "Vallée de Joux" la valle svizzera nel Canton Vaud dov'è nata l'impresa) è una fabbrica svizzera di movimenti meccanici per orologi.

## Storia

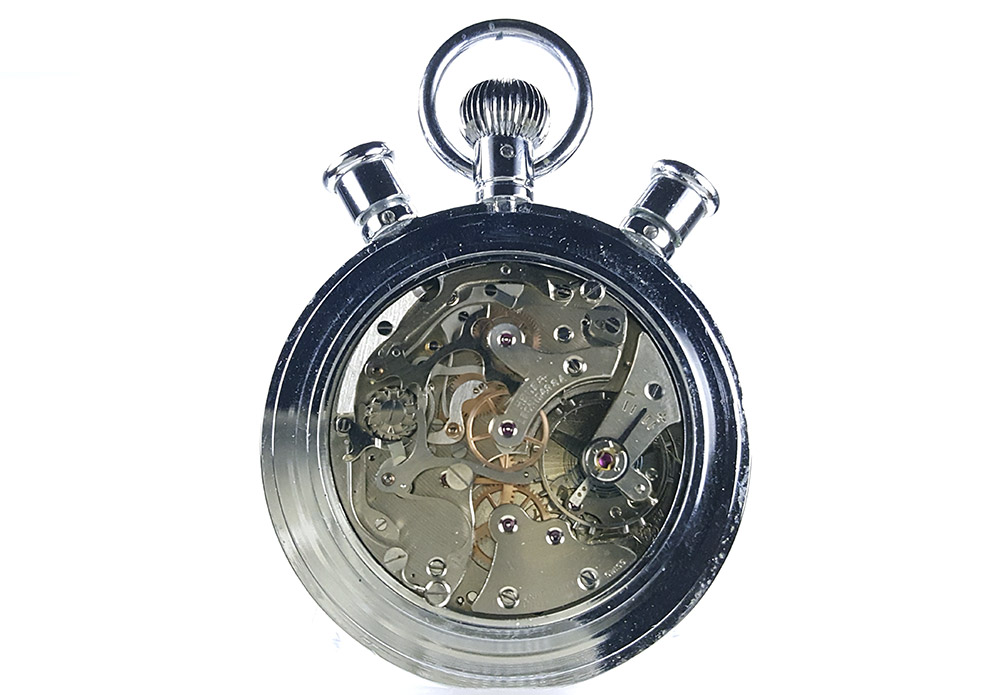
Calibro cronografico Valjoux 57, qui incassato in un Heuer-Leonidas degli anni Sessanta

Nata nel 1901 con il nome di Val de Joux dai fratelli Reymond (motivo per cui il logo di Valjoux è una "R"), nel 1906 diventa proprietà di ARSA, poi venduta nel 1910.

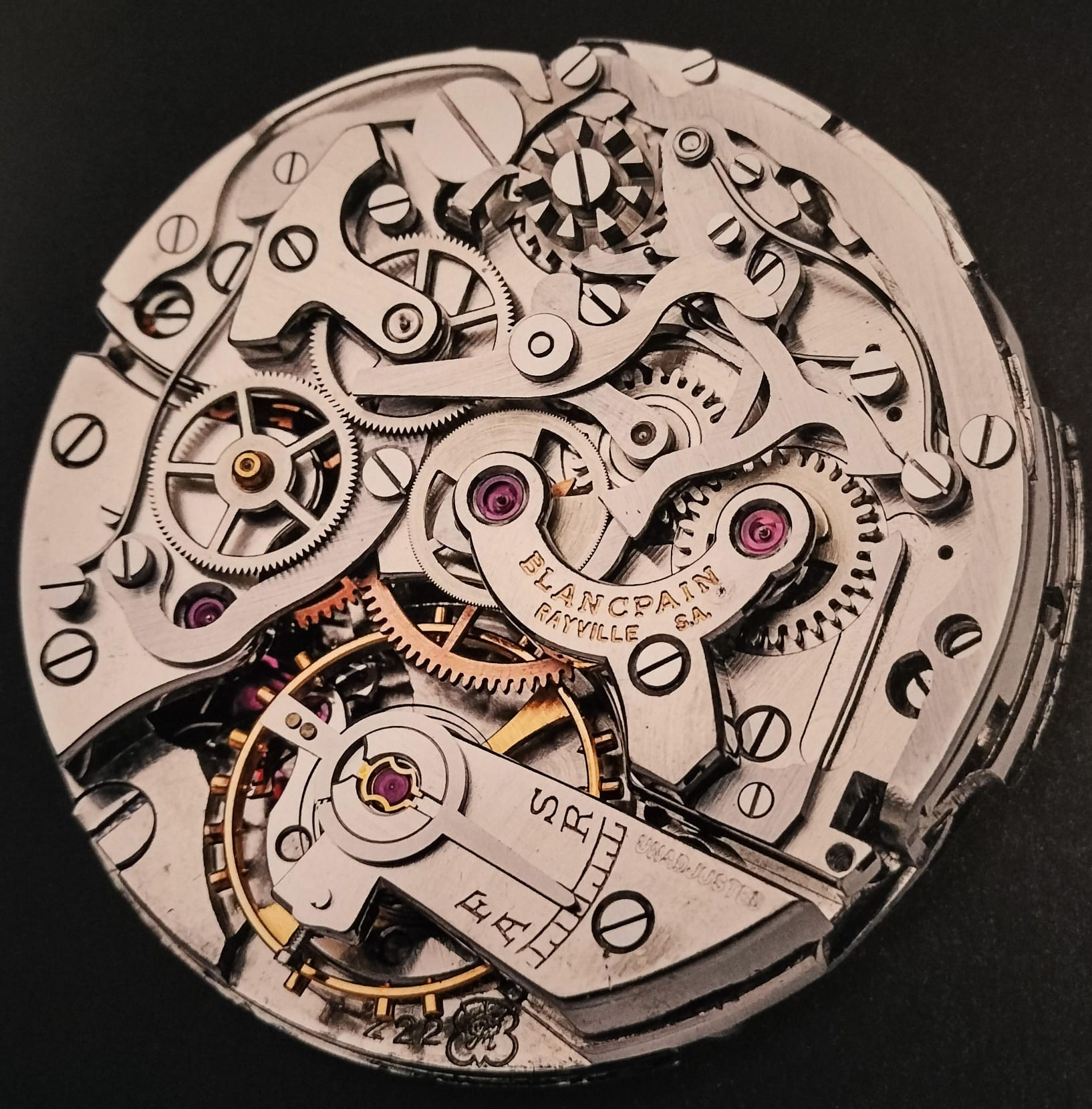
Movimento cronografico flyback Valjoux 222 (evoluzione del Valjoux 22) personalizzato da Blancpain

Tra il 1914 e il 1916 crea due movimenti cronografici validi e famosi, il Valjoux 22 e il Valjoux 23, con 18.000 alternanze/ora, impiegati per circa una sessantina d'anni dopo la loro progettazione. Verranno soppiantati solo a metà anni Settanta con la loro evoluzione, il Valjoux 236. Nel 1929 assume il nome Valjoux.
Nel 1938 viene aggiunto un terzo subdial al cronografo, in grado ora di misurare anche le ore cronografiche: nasce così il movimento Valjoux 72.

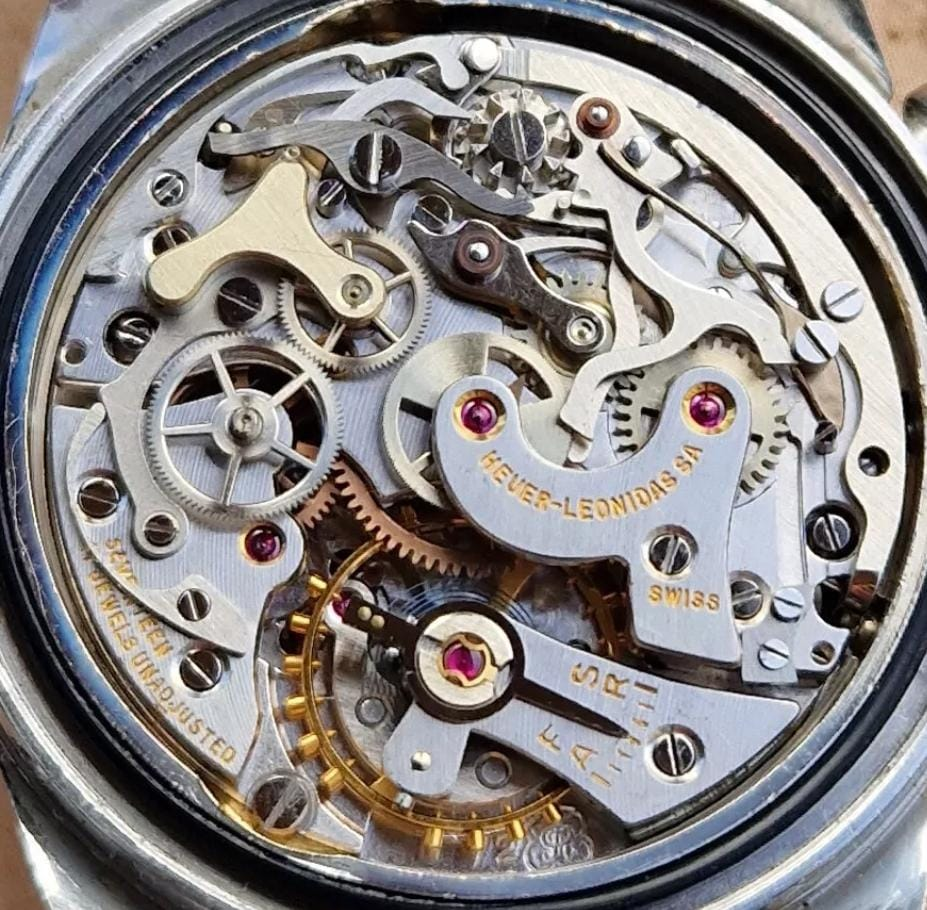
Calibro Valjoux 72 personalizzato Heuer-Leonidas

Nel 1944 viene acquistata da ESA (Ebauches SA), da cui poi confluisce in ETA.
Il successo di Valjoux è determinato non solo dalla realizzazione di validi meccanismi cronografici, ma anche di timer per la misurazione cronometrica in manifestazioni sportive: nascono infatti i calibri Valjoux 32, 33 (con funzione rattrapante) e derivati, di grandi dimensioni, adatti ad essere montati in cronometri da tasca.
Nel 1969 vengono realizzati i calibri Valjoux 7733 e 7734, con due subdials. Il progetto originario era quello derivante dal Valjoux 7730, a sua volta figlio del Venus 188, ma i 7733 e 7734 avevano i ponti completamente ridisegnati. Una decina di anni dopo circa Valjoux vende il progetto del 7734 e i macchinari per realizzarlo alla russa Poljot, la quale lo ribattezzerà 3133. I 7733 e 7734 vengono anche arricchiti del contaore cronografiche con il calibro 7736 e con il contatore alla rovescia per le regate con il movimento Valjoux 7737. Questi quattro calibri sono stati incassati in poco meno di due milioni di orologi.

Nel 1973 viene realizzato il movimento più famoso: il Valjoux 7750, un meccanismo cronografico automatico adottato tutt'oggi da numerosissime aziende.

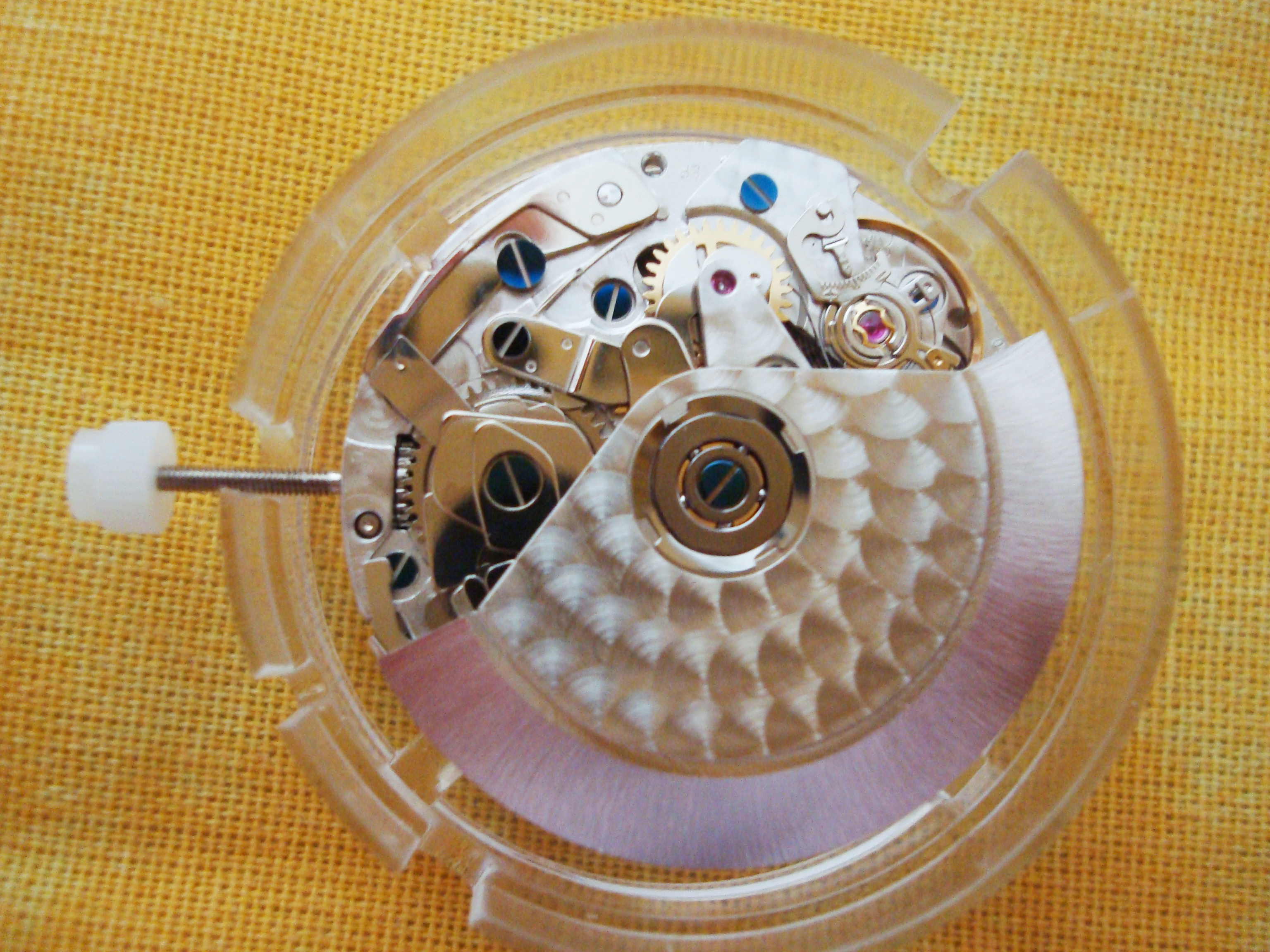
ETA/Valjoux 7750.

A metà anni Settanta vengono realizzati i sostituti dei fortunati calibri Valjoux 22, 23 e 72: si tratta dei meccanismi 236 e 726, con un incremento del beat rate a 21.600 alternanze orarie.

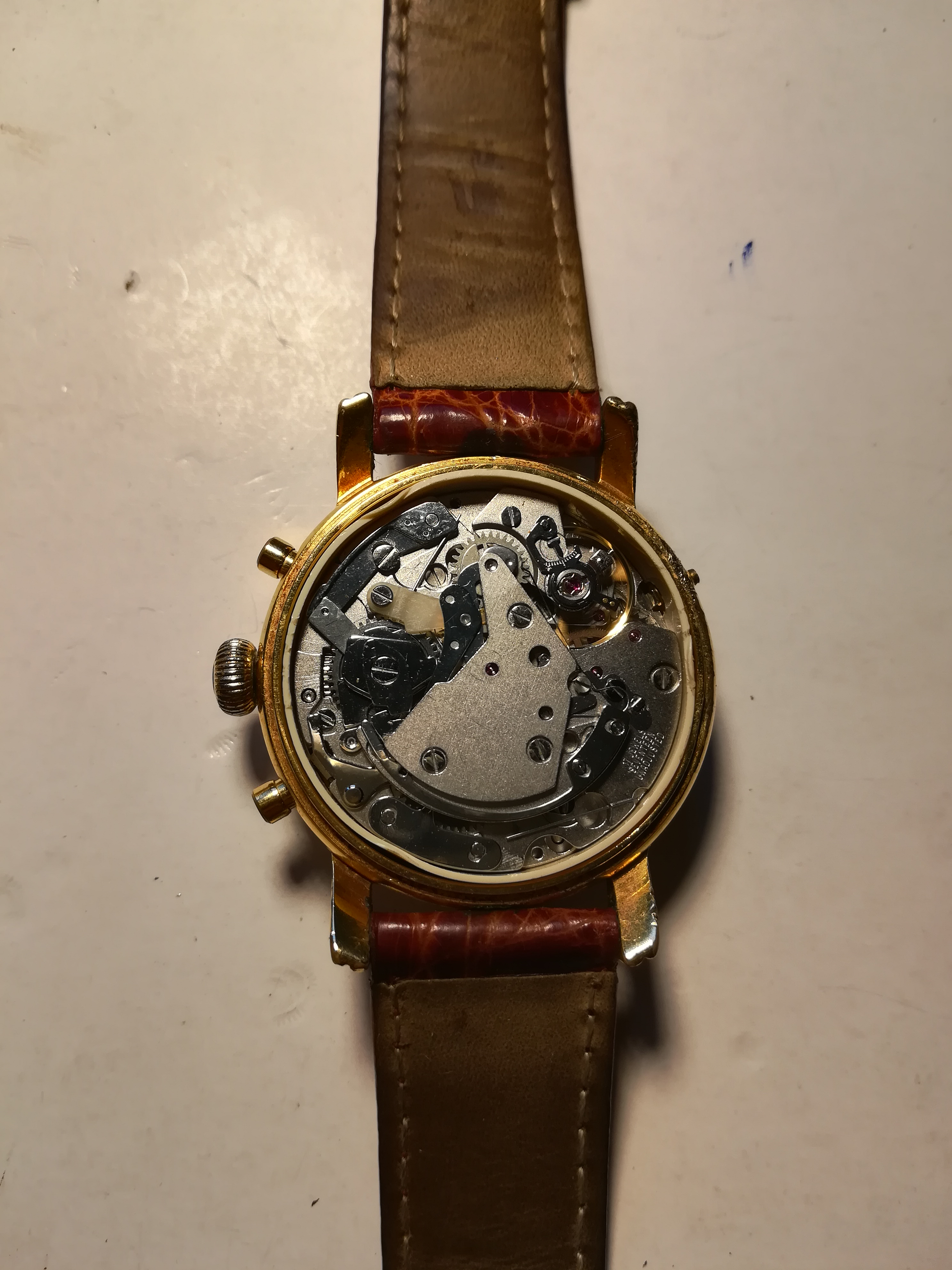
Movimento Valjoux 7761 (qui incassato in un Mondia) con funzioni di cronografo e calendario completo, fine 1980 - inizio 1990

Nel 1985 si crea la variante a carica manuale del 7750, ribattezzata Valjoux 7760, a cui fanno seguito le varianti con meno subidals (due anziché tre, come nel 7765), con le fasi lunari (7768), o con calendario completo (7761). 
È conosciuta principalmente per la produzione di movimenti cronografici "ébauche" adoperati da numerosi produttori di orologi di fascia media e alta. Da molti anni Valjoux è parte della società ETA (di proprietà del gruppo The Swatch Group) alla quale è stata successivamente incorporata (per cui ora si parla di ETA Valjoux).

## Movimenti principali
Originariamente il marchio si specializza in calibri cronografici pregiati, dotati di smistamento cronografico con ruota a colonne, come i celebri Valjoux 22 e 23 (risalenti agli inizi del Novecento), dotati di due subdials (per i piccoli secondi a ore 9 e il contaminuti cronografici a ore 3), declinati anche in versione flyback nel calibro Valjoux 230 e crono con datario (Valjoux 23C, in cui la C sta per calendario).
Altra specificazione che si basa sul Valjoux 23 è il Valjoux 72, montato anche sui primi Rolex Daytona fino agli anni Ottanta. Questo movimento (realizzato anche in versione flyback con il calibro chiamato Valjoux 720), si differenziava dal 23 per la presenza di tre subdials, aggiungendo a ore 6 anche il contaore cronografiche. Anche il 72 venne sostituito da una sua evoluzione (com'è accaduto per i 22 e 23), chiamata Valjoux 726 e che ha sostituito il precedente a partire da metà anni Settanta.
Il movimento più celebre progettato e prodotto dalla Valjoux è il 7750 (e successive varianti) a carica automatica, nato a metà anni Settanta e tuttora impiegato dalla maggior parte dei cronografi presenti sul mercato, declinato in molteplici versioni anche per quanto riguarda le finiture offerte e la possibilità di certificarlo cronometro. Molti marchi montano o hanno montato il 7750 e derivati, come Omega, Longines, Tissot, Breitling, Glycine Watch SA, Oris, Junghans, IWC, Chopard, Hamilton, Officine Panerai, TAG Heuer, Leonidas, Dreyfuss & Co., Louis Erard, Steinhart, Paul Picot, Franchi Menotti, Mondia, Porsche Design, Momo Design e altri, utilizzano questo movimento per i loro cronografi.
Rispetto ai Valjoux 23 e 72 la qualità è inferiore: lo smistamento della cronografia non avviene più con ruota a colonne, bensì con camme e leve.
La versione a carica manuale, da cui deriva il 7750, è la 7760.
Esistono anche altre varianti, che abbinano la complicazione cronografica a quella del calendario: è il caso del Valjoux 7751 (e della variante manuale 7761). Vengono inoltre realizzati anche varianti del Valjoux 7750 sovradimensionati, realizzati a marchio Valgrange, ma basati sulla medesima architettura. Ad esempio il Valgrange A07.211 è un Valjoux 7750 di dimensioni maggiorate.
Movimenti automatici largamente utilizzati (realizzati da ETA) sono i 2892 e 2824, divenuti famosi per la loro affidabilità e semplicità di manutenzione.
Tra i movimenti a carica manuale, realizzati da UNITAS, si annoverano il 6496 e il 6497 (cosiddetti savonnette e lepine) a 16 linee e 1/2, nati per orologi da tasca ma poi incassati in orologi da polso di grandi dimensioni (solitamente "militari" di almeno 44 mm di diametro) come ad esempio alcuni Panerai degli anni passati, Glycine, Vixa.
Negli anni settanta la ditta cedette i macchinari per la produzione del movimento cronografico 7734 alla russa Poljot. Il movimento Valjoux 7734, anche se pesantemente modificato, è ancora oggi alla base del movimento Poljot 3133.

## Galleria d'immagini

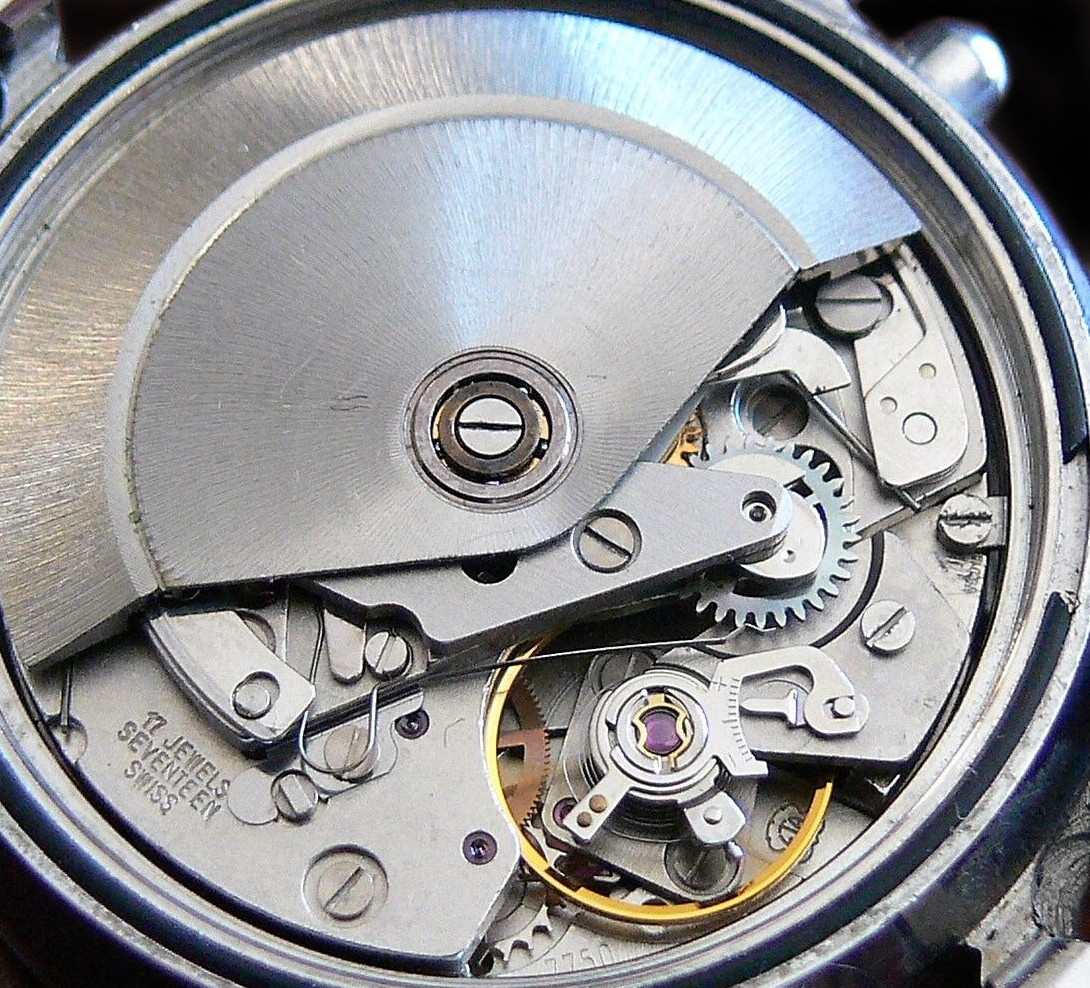
Movimento Valjoux 7750 su Cronografo Automatico Franchi Menotti
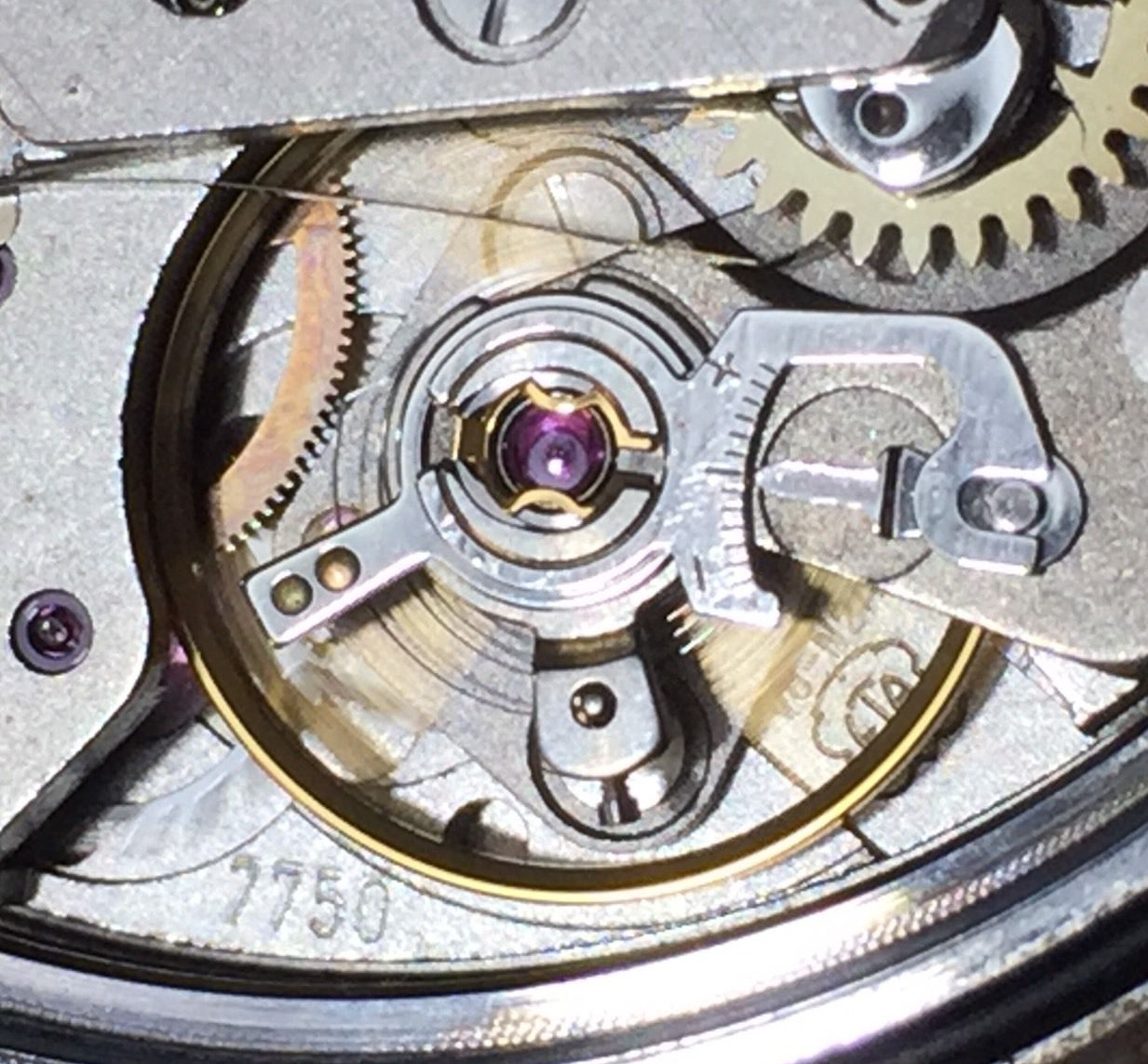
Dettaglio movimento Valjoux 7750 su Cronografo Automatico Franchi Menotti